# La Foradada (Montsià)
La Foradada del Montsià és una muntanya del massís del Montsià (comarca del Montsià). És el segon cim més alt, alhora que és un dels llocs més carismàtics i visitats degut al seu fàcil accés.
La seva privilegiada situació, gairebé set-cents metres d'altitud, i uns vessants que cauen bruscament ben a prop del mar, fa que La Foradada sigui un mirador esplèndid de la Plana del Delta de l'Ebre i de gran part de la Comarca del Montsià.

## Particularitats
La seua alçada és de 695 metres. Es troba al punt de confluència entre els municipis d'Alcanar, Freginals, la Ràpita i a 126 metres de l'extrem nord-est del terme d'Ulldecona. Rep el seu nom d'un pont natural que hi ha molt a prop del cim.

L'última etapa del GR-92 pel Principat passa per la mateixa Foradada. La 31a etapa d'aquest Sender de gran recorregut surt des de l'Ampolla i s'endinsa cap a la Serra del Montsià. El sender transcorre per l'aresta de la Serra fins a arribar a la Font del Burgar, seguidament puja fins al Mas de Mata-Redona des d'on transcorre el tram més abrupte per arribar a la Foradada.